# خینه (سمیرم)
خینه (سمیرم)، روستایی از توابع بخش پادنا شهرستان سمیرم در استان اصفهان ایران است. مردم روستای خینه به زبان ترکی و لری سخن می‌گویند.

## جمعیت
این روستا در دهستان پادنا وسطی قرار دارد و بر اساس سرشماری مرکز آمار ایران در سال ۱۳۸۵، جمعیت آن ۲۵۹ نفر (۷۶ خانوار) بوده‌است.